# Моріс Гаррель
Моріс Гарре́ль (фр. Maurice Garrel; 24 лютого 1923 — 4 червня 2011) — французький актор театру і кіно, засновник акторсько-режисерської династії.

## Біографія
Моріс Гаррель народився 24 лютого 1923 року в комуні Сен-Жерве департаменту Ізер у Франції, але виріс в Ель-Джадіда в Марокко.
Він є батьком п'ятьох дітей (у тому числі режисера Філіпа Гарреля), дідом актора Луї Гарреля і акторки Естер Гаррель.
Помер 4 червня 2011 року в Парижі (Франція) у віці 88 років.

## Кар'єра
Навчався у Шарля Дюллена і Тані Балашової. В театрі грав, починаючи з 1947 року. Моріс Гаррель двічі (у 1992 і 1994 роках) номінувався на театральну премію Molières.
Моріс Гаррель знявся у понад 100 фільмах, двічі номінувався на премію Сезар (у номінації за найкращу чоловічу роль другого плану) за ролі у фільмах «Нелюдима» (Скромниця) в 1991 році і «Королі і королева» у 2005 році. Більшість його ролей в кіно — ролі другого плану. Також багато знімався в телевізійних фільмах.

## Фільмографія
| Рік  |     | Українська назва                           | Оригінальна назва                                      | Роль                        |
| ---- | --- | ------------------------------------------ | ------------------------------------------------------ | --------------------------- |
| 2009 | тф  | Те літо пристрасті                         | Un été brûlant                                         |                             |
| 2009 | тф  | Людина навиворіт                           | L'homme à l'envers                                     | Le Veilleux                 |
| 2007 | ф   | Акторки (Сон попередньої ночі)             | Actrices                                               | батько                      |
| 2006 | ф   | Називай мене Агостіно                      | Call Me Agostino                                       | вдовець                     |
| 2005 | ф   | Пасажир                                    | Le passager                                            | Жильбер                     |
| 2005 | ф   | Постійні коханці                           | Les amants réguliers                                   | дід Франциска               |
| 2004 | ф   | Королі та королева                         | Rois et reine                                          | Луї Янссенс                 |
| 2004 | ф   | Недоторка                                  | Noli me tangere                                        | Север                       |
| 2003 | ф   | Мої діти не схожі на інших                 | Mes enfants ne sont pas comme les autres               | майстер Ерхардт             |
| 2003 | ф   | Легенда про червоного дракона              | Rencontre avec le dragon                               | Duc de Belzince             |
| 2003 | ф   | Його брат                                  | Son frère                                              | старий                      |
| 2002 | ф   | Увесь Хеопс                                | Total Kheops                                           | Батісті                     |
| 2002 | ф   | Іноземка                                   | Étrangère                                              | людина у квартирі           |
| 2002 | ф   | Арабка                                     | Fatma                                                  |                             |
| 2001 | ф   | Час летить                                 | Tempus fugit                                           | Berruyer                    |
| 2001 | ф   | Дика невинність                            | Sauvage innocence                                      | батько Франсуа              |
| 2001 | ф   | Походження світу                           | L'origine du monde                                     | Рено                        |
| 2000 | тф  | Вулиця Оберкампф                           | Rue Oberkampf                                          | Камбіо                      |
| 2000 | тф  | Спогади бігцем                             | Mémoires en fuite                                      | Жак де Руо                  |
| 1999 | ф   | Нерозлучники                               | Inséparables                                           | Альберто Ніколетті          |
| 1997 | тф  | Червоне і чорне                            | Le rouge et le noir                                    | абат Chelan                 |
| 1997 | ф   | Закохані                                   | Alors voilà                                            | Константін                  |
| 1997 | ф   | Артемізія                                  | Artemisia                                              | суддя                       |
| 1996 | ф   | Серце примари                              | Le coeur fantôme                                       | батько Філіпа               |
| 1992 | ф   | Мертвий сезон                              | Zwischensaison                                         | дідусь                      |
| 1992 | ф   | Крижане серце                              | Un coeur en hiver                                      | Лашом                       |
| 1992 | ф   | Тінь                                       | L'ombre                                                | Benjamin Ramier             |
| 1991 | ф   | Зірка для двох                             | A Star for Two                                         |                             |
| 1991 | тф  | Бродяга                                    | Un cane sciolto                                        | панотець Даріо              |
| 1990 | ф   | Морська піхота                             | Bleu marine                                            | капітан                     |
| 1990 | ф   | Нелюдима                                   | La discrète                                            | Жан                         |
| 1989 | ф   | Запасні поцілунки                          | Les baisers de secours                                 | батько Матьє                |
| 1988 | ф   | Солдатська історія                         | A Soldier's Tale                                       | M. Pradier                  |
| 1987 | ф   | Отрути                                     | Poisons                                                | Bob Northrop                |
| 1986 | ф   | Друга ніч                                  | La seconda notte                                       | Фабріс                      |
| 1986 | ф   | Інтерв'ю                                   | L'interview                                            |                             |
| 1984 | ф   | Сонячні майстри                            | Les maîtres du soleil                                  | Крістіан Гюйгенс            |
| 1984 | тф  | Гребля                                     | La digue                                               | Анрі                        |
| 1983 | ф   | Свобода, ніч                               | Liberté                                                | la nuit / Жан Ле Марі       |
| 1983 | ф   | Все те ж                                   | Rebelote                                               | кінобос                     |
| 1983 | ф   | Едіт та Марсель                            | Edith et Marcel                                        | батько Марго                |
| 1983 | тф  | Кімната                                    | La chambre                                             | Ремюза                      |
| 1982 | тф  | Хижаки                                     | Les prédateurs                                         | полковник варти             |
| 1982 | тф  | Голос в ночі                               | Une voix la nuit                                       | Aulnage                     |
| 1982 | ф   | Червоний ранок                             | Un matin rouge                                         | Жан                         |
| 1982 | тф  | Більше немає невинних                      | Il n'y a plus d'innocents                              | Боіс-Монсо                  |
| 1981 | ф   | Пейзаж Алексіса Древана                    | Le grand paysage d'Alexis Droeven                      | Алексіс                     |
| 1981 | тф  | Сумне щастя                                | Le bonheur des tristes                                 | Ніколя                      |
| 1981 | ф   | Карусель                                   | Merry-Go-Round                                         | Жюль Денверс                |
| 1981 | тф  | Людина з Гамбурга                          | L'homme de Hambourg                                    | комісар Леонарді            |
| 1981 | тф  | Семеро у пеклі                             | Sept hommes en enfer                                   | генерал                     |
| 1980 | тф  | Туманність                                 | L'embrumé                                              | Henri Elsen Père            |
| 1979 | тф  | Поцілунок — швейцарська казка              | Der Handkuß - Ein Märchen aus der Schweiz              | Арбалет                     |
| 1979 | тф  | Сталін-Троцький: можливість і революція    | Staline-Trotsky: Le pouvoir et la révolution           | Менжинський                 |
| 1979 | тф  | Малютка Фадетт                             | La petite Fadette                                      | Père Barbeau                |
| 1978 | тф  | Вікна                                      | Fenêtres                                               | Ролан                       |
| 1977 | тф  | Багряна буква                              | La lettre écarlate                                     | Роджер Чіллінгуорс          |
| 1976 | тф  | У кінці рахунку                            | Au bout du compte                                      | Бернар Кербіан              |
| 1976 | ф   | У Сантьяго йде дощ                         | Il pleut sur Santiago                                  | Хорхе                       |
| 1975 | тф  | Пристрасті і смерть Мишеля Серве           | Passion et mort de Michel Servet                       | Кельвін                     |
| 1975 | ф   | Ангел пролетів                             | Un ange passe                                          |                             |
| 1975 | тф  | Накидка                                    | La Berthe                                              | Клавдій                     |
| 1974 | ф   | Нада                                       | Nada                                                   | Андре Еполар                |
| 1974 | тф  | Три сестри                                 | Les trois soeurs                                       | Вершинін                    |
| 1973 | тф  | Дезертир                                   | Le déserteur                                           | дезертир                    |
| 1973 | тф  | Майстер пенсії                             | Le maître de pension                                   | Romeyre                     |
| 1973 | ф   | Спадкоємець                                | L'héritier                                             | Брайєн                      |
| 1972 | ф   | Сонце острова Пак                          | Les soleils de l'Ile de Pâques                         | Моріс                       |
| 1972 | тф  | Альберт Ейнштейн                           | Albert Einstein                                        | aspbr                       |
| 1972 | тф  | Час портрета                               | Le temps d'un portrait                                 | Вардіні                     |
| 1972 | ф   | Рак                                        | Rak                                                    | доктор Ренар                |
| 1971 | ф   | Фаустина і прекрасне літо                  | Faustine et le bel été                                 | Жан                         |
| 1971 | ф   | Квиток в один кінець                       | Un aller simple                                        | Мендель                     |
| 1971 | тф  | Під сонцем Сатани                          | Sous le soleil de Satan                                | батько Доніссан             |
| 1970 | ф   | Зі свободою за спиною                      | La liberté en croupe                                   | професор Рейнерт            |
| 1970 | ф   | Будинок сімейства Борі                     | La maison des Bories                                   | Жюльєн Дюра                 |
| 1970 | ф   | Безумне серце                              | Le coeur fou                                           | доктор Оже                  |
| 1970 | тф  | Репортаж про скелет або Маски і бергамаски | Reportages sur un squelette ou Masques et bergamasques | Дон Кіхот                   |
| 1969 | тф  | Брати Карамазови                           | Les frères Karamazov                                   | Смердяков                   |
| 1969 | тф  | Юдіфь                                      | Judith                                                 |                             |
| 1969 | тф  | Жити тут                                   | Vivre ici                                              | Pierre Vaucher              |
| 1968 | ф   | Вбивство батька                            | Le meurtre du père                                     | батько                      |
| 1968 | ф   | Забавна гра                                | Drôle de jeu                                           | Франсуа Ламбаль             |
| 1968 | ф   | Молоді вовки                               | Les jeunes loups                                       | Уго Кастеллини              |
| 1968 | ф   | Бос                                        | Le pacha                                               | Брюне                       |
| 1968 | ф   | Анемона                                    | Anémone                                                | Le père d'Anémone           |
| 1967 | ф   | Марі на пам'ять                            | Marie pour mémoire                                     | інквізитор                  |
| 1967 | док | Далеко від В'єтнаму                        | Loin du Vietnam                                        |                             |
| 1967 | ф   | Секрети в золотому нейлоні                 | Geheimnisse in goldenen Nylons                         |                             |
| 1967 | ф   | У шкірі шпигуна                            | Peau d'espion                                          | Анрі Банк                   |
| 1967 | ф   | Одна людина зайва                          | Un homme de trop                                       | Форрез                      |
| 1966 | ф   | Наталі                                     | Nathalie                                               |                             |
| 1966 | ф   | Чорне сонце                                | Soleil noir                                            | Коллабо                     |
| 1966 | ф   | Прекрасні зубки                            | À belles dents                                         |                             |
| 1966 | тф  | Переслідуваний Жан-Люк                     | Jean-Luc persécuté                                     | Жан-Люк                     |
| 1965 | ф   | Право відвідування                         | Droit de visite                                        |                             |
| 1964 | кф  | Темна ніч, Калькутта                       | Nuit noire, Calcutta)                                  | письменник                  |
| 1964 | кф  | Діти, що розсварилися                      | Les enfants désaccordés                                | батько                      |
| 1964 | ф   | Горили                                     | Les gorilles                                           | La Lame                     |
| 1964 | ф   | Нескорений                                 | L'insoumis                                             | П'єр Серве                  |
| 1964 | ф   | Войцех                                     | Woyzeck                                                | Войцех - бравий солдат      |
| 1964 | ф   | Ніжна шкіра                                | La peau douce                                          | Bontemps                    |
| 1963 | ф   | Через, через жінку                         | À cause                                                | à cause d'une femme / Мулар |
| 1963 | ф   | Балада для бродяги                         | Ballade pour un voyou                                  | інспектор                   |
| 1962 | тф  | Олівер Твіст                               | Oliver Twist                                           | Монкс                       |
| 1962 | ф   | Червоні рейтузи                            | Les culottes rouges                                    |                             |
| 1962 | ф   | Неділі у Виль-д'Еврі                       | Les dimanches de Ville d'Avray                         | поліцейський                |
| 1962 | ф   | Поєдинок на острові                        | Le combat dans l'île                                   | Террасс                     |
| 1962 | ф   | Вантажний підйомник                        | Le monte-Charge                                        |                             |
| 1962 | ф   | Прощавайте, Філіппіни                      | Adieu Philippine                                       | батько                      |
| 1961 | ф   | Тракассен                                  | Le tracassin ou Les plaisirs de la ville               | дорожній інспектор          |
| 1961 | тф  | Перси                                      | Les perses                                             | Le messager                 |
| 1960 | ф   | Фортуна                                    | Fortunat                                               | інспектор міліції           |
| 1959 | ф   | Друге дихання                              | Le Second souffle                                      |                             |
| 1958 | тф  | Донька дощу                                | La fille de la pluie                                   |                             |

### Озвучування
- 1967 — Далеко від В'єтнаму / Loin du Vietnam (Франція, документальний)